# Bengt Idestam-Almquist
Bengt Idestam-Almquist, född 9 september 1895 i Åbo, död 16 september 1983 i Enskededalen, var en finlandsvensk författare, journalist, filmkritiker, filmhistoriker och medförfattare till filmmanus. Han skrev ofta under signaturen "Robin Hood" och har kallats "den svenska filmkritikens fader".

## Biografi
Idestam-Almquist växte upp i S:t Petersburg, men skolgången skedde i Finland fram till 1913. Under 1917–1918 arbetade han på svenska beskickningen i Ryssland. Idestam-Almquist och hans familj flydde till Sverige under Februarirevolutionen 1917, men han arbetade för svenska Röda Korset i Sibirien 1918–1919 och var chef för svenska Röda Korsets filial i Tientsin i Kina 1918. Han studerade därefter konsthistoria vid Uppsala universitet, vilket ledde till en filosofie licentiatexamen 1921. 
År 1923 inledde Idestam-Almquist skrivandet om film och filmkritik på Stockholms-Tidningen under signaturen "Robin Hood", och han var en av grundarna av Svenska Filmsamfundet 1933 (sedermera Svenska Filmakademin). Tillsammans med sin hustru (sedan 1925) Guit Idestam-Almquist och Stieg Trenter ingick han i redaktionen för tidskriften LIV (1939). Under åren 1941–1943 var han litterär chef på Sandrews.
Idestam-Almquist var ordförande i Sveriges Förenade Filmstudios 1953–1967 samt verkade som filmhistoriker vid Svenska Filminstitutet 1963–1974 och publicerade många filmhistoriska arbeten.

### Familj
Han var son till den rikssvenske överingenjören Fridolf Almquist och dennes finlandsvenska hustru Agnes, född Idestam, far till Dick Idestam-Almquist och bror till Marie Louise Idestam samt sonson till Gustaf Fridolf Almquist och kusin till Dag Hammarskjöld.

## Utmärkelser
- Illis Quorum 1983.[4]

## Filmografi

### Manus (urval)
- 1930 – För hennes skull
- 1940 – Ett brott
- 1940 – Karl för sin hatt
- 1940 – Alle man på post
- 1940 – Vi tre
- 1941 – Livet går vidare
- 1941 – En fattig miljonär
- 1942 – Ungdom i bojor
- 1943 – Tåg 56
- 1943 – Herr Collins äventyr

### Roller
- 1920 – Gyurkovicsarna